# Antonio Schenatti
Antonio Schenatti (* 3. Mai 1935 in Chiesa in Valmalenco; † 18. Juni 2004 ebenda) war ein italienischer Skilangläufer.
Schenatti belegte bei den Nordischen Skiweltmeisterschaften 1958 in Lahti den 42. Platz über 15 km und den 36. Rang über 30 km. Bei seiner einzigen Teilnahme an Olympischen Winterspielen im Februar 1960 in Squaw Valley errang er den 21. Platz über 50 km.